# Dam tot Damloop 1999
De Dam tot Damloop 1999 werd gehouden op zondag 19 september 1999. Het was de vijftiende editie van deze loop. De wedstrijd liep van Amsterdam naar Zaandam. Doordat KNAU en Le Champion het WK halve marathon in 2001 naar de Dam tot Damloop wilden halen, werd de wedstrijd ditmaal verlengd tot een halve marathon. De recreantenlopers liepen wel de gebruikelijke 10 Engelse mijl (16,1 km).
De Belg Mohammed Mourhit won de wedstrijd bij de mannen in 1:01.00. Hij bleef de Keniaan Christopher Cheboiboch elf seconden voor. Bij de vrouwen slaagde de Keniaanse Tegla Loroupe erin om voor de derde keer in vier jaar tijd als eerste te finishen. Ditmaal was haar winnende tijd 1:09.20, waarmee zij haar landgenote Susan Chepkemei acht seconden voorbleef. De vrouwen waren 8 minuten en 45 seconden eerder gestart en ook als eersten in Zaandam, waardoor zij de man-vrouw wedstrijd wonnen. De skaters kwamen ten val in de IJ-tunnel, waarbij ook de traumahelikopter ingezet moest worden. Hierdoor moesten lopers anderhalf uur wachten, voordat ze van start konden gaan.

## Statistieken
| afstand                    | deelnemers |
| -------------------------- | ---------- |
| 10 Engels mijl             | 19.500     |
| halve marathon (wedstrijd) | 950        |
| minilopen                  | 3200       |
| skeelers                   | 4350       |
| businessteams              | 1013       |

## Wedstrijd
Mannen
| rang   | naam                   | land | tijd    |
| ------ | ---------------------- | ---- | ------- |
| Goud   | Mohammed Mourhit       | BEL  | 1:01.00 |
| Zilver | Christopher Cheboiboch | KEN  | 1:01.11 |
| Brons  | Joseph Mereng          | KEN  | 1:01.36 |
| 4      | Philip Singoei         | KEN  | 1:02.13 |
| 5      | Eluid Kurgat           | KEN  | 1:02.18 |
| 6      | John Kiprono           | KEN  | 1:02.23 |
| 7      | John Kipchumba         | KEN  | 1:02.30 |
| 8      | Larbi Zeroual          | FRA  | 1:02.45 |
| 9      | Aiduna Aitnafa         | KEN  | 1:02.51 |
| 10     | Shem Kororia           | KEN  | 1:02.57 |
| 11     | El Hassan              | FRA  | 1:03.00 |
| 12     | William Kiplagat       | KEN  | 1:04.00 |
| 13     | Benson Lokorwa         | KEN  | 1:04.37 |
| 14     | Marco Gielen           | NED  | 1:04.54 |
| 15     | Martin Ojuku Gekara    | KEN  | 1:05.22 |
| 16     | Eduardo Jose Carrasco  | CHI  | 1:05.24 |
| 17     | Stephan Rousseau       | BEL  | 1:05.59 |
| 18     | Wilson Kibet           | KEN  | 1:06.04 |
| 19     | Greg van Hest          | NED  | 1:06.30 |
| 20     | Luc Krotwaar           | NED  | 1:06.35 |

Vrouwen
| rang   | naam                    | land | tijd    |
| ------ | ----------------------- | ---- | ------- |
| Goud   | Tegla Loroupe           | KEN  | 1:09.20 |
| Zilver | Susan Chepkemei         | KEN  | 1:09.28 |
| Brons  | Lornah Kiplagat         | KEN  | 1:09.33 |
| 4      | Nadezhda Ilynia         | NED  | 1:11.21 |
| 5      | Wilma van Onna          | KEN  | 1:13.23 |
| 6      | Bruna Genovese          | ITA  | 1:13.32 |
| 7      | Catherina McKiernan     | IRL  | 1:14.01 |
| 8      | Ljoebov Morgoenova      | RUS  | 1:14.42 |
| 9      | Hellen Kimaiyo          | KEN  | 1:14.43 |
| 10     | Linda Milo              | BEL  | 1:16.34 |
| 11     | Anne van Schuppen       | NED  | 1:17.13 |
| 12     | Nili Abramski           | ISR  | 1:17.32 |
| 14     | Mieke Pullen            | NED  | 1:18.43 |
| 15     | Connie van den Ouweland | NED  | 1:18.51 |

1985 ·
1986 ·
1987 ·
1988 ·
1989 ·
1990 ·
1991 ·
1992 ·
1993 ·
1994 ·
1995 ·
1996 ·
1997 ·
1998 ·
1999 ·
2000 ·
2001 ·
2002 ·
2003 ·
2004 ·
2005 ·
2006 ·
2007 ·
2008 ·
2009 ·
2010 ·
2011 ·
2012 ·
2013 ·
2014 ·
2015 ·
2016 ·
2017 ·
2018 ·
2019